# 斯特凡·图多尔
斯特凡·图多尔（羅馬尼亞語：Ștefan Tudor，1943年3月3日—2021年2月15日），罗马尼亚男子赛艇运动员。他曾代表罗马尼亚参加1968年、1972年和1976年夏季奥林匹克运动会赛艇比赛，其中1972年奥运会获得一枚铜牌。